# Montgomery Creek (California)
Montgomery Creek è un Census-designated place degli Stati Uniti d'America, situato nella Contea di Shasta, nello stato della California. Al censimento del 2010 la popolazione è di 163 abitanti.

## Geografia fisica

### Territorio
Montgomery Creek occupa un'area totale di 8 548 km² (3 300,40 mi²), di cui 8 424 km² (3 252,52 mi²) di terra, e 0,12 km² (0,05 mi²) di acqua.

### Clima
Il clima in questa zona è caratterizzato da estati tiepide e da inverni miti. Secondo Classificazione dei climi di Köppen, Montgomery Creek ha un clima mediterraneo, abbreviato in CSB sulle mappe climatiche.

## Società

### Evoluzione demografica
Al censimento del 2010, risultarono 163 abitanti, 62 nuclei familiari e 39 famiglie residenti in città. La composizione etnica del villaggio è 71,87% bianchi, 1,23% neri o afroamericani, 9,85% nativi americani, 5,54% di altre razze e 11,03% ispanici e latino-americani. Dei 62 nuclei familiari il 32,8% ha figli di età inferiore ai 18 anni che vivono in casa, 39,3% sono coppie sposate che vivono assieme, 16,4% è composto da donne con marito assente, e l'8,2% sono non-famiglie. La dimensione media di un nucleo familiare è di 2,48 mentre la dimensione media di una famiglia è di 3,05. La suddivisione della popolazione per fasce d'età è la seguente: 29,4% sotto i 18 anni, 7,4% dai 18 ai 24, 18.4% dai 25 ai 44, 29,4% dai 45 ai 64, e il 15,32% oltre 65 anni. L'età media è di 40.4 anni. Per ogni 100 donne ci sono 109,0 maschi. Per ogni 100 donne sopra i 18 anni, ci sono 98,3 maschi. Il reddito medio di un nucleo familiare è di $26 250 mentre per le famiglie è di $26 750. Gli uomini hanno un reddito medio di $30 000 contro $0 delle donne. Il reddito pro capite del census-designated place è di $9 211. Circa il 29,6% delle famiglie e il 33,0% della popolazione è sotto la soglia della povertà. Sul totale della popolazione il 47,2% dei minori di 18 anni e lo 0% di chi ha più di 65 anni vive sotto la soglia della povertà.